# Logis du Maine-Giraud
Le logis du Maine-Giraud est situé sur la commune de Champagne-de-Blanzac, rebaptisée Champagne-Vigny, en Charente.

## Historique
Le manoir du Maine-Giraud date du XVIe siècle.
Il a appartenu à Alfred de Vigny de 1827 à 1863 et il y a vécu de 1850 à 1853. Le manoir était déjà au centre d'une propriété et Vigny allait négocier la vente de son vin à Blanzac à l’hôtel Monte-Christo, rue de la Voûte.
Son grand-père, le marquis de Baraudin, avait acheté le Maine-Giraud en 1768 puis la propriété est revenue à sa « douce et spirituelle » tante, Sophie de Baraudin, chanoinesse de l'Ordre souverain de Malte.  Alfred de Vigny s'y rend la première fois en 1823, et il écrit alors : « Je fus épris de son aspect mélancolique et grave et en même temps, je me sentis le cœur serré à la vue de ses ruines. » Dans ses Mémoires inédits, il écrit aussi : « Le souffle de la Terreur avait traversé cette demeure. »
Il refuse de vendre la propriété, la restaure peu à peu, remet les terres en valeur, achète un alambic d'occasion, répare le  manoir, reconstruit l'une des tours. Il méditait et écrivait dans la tourelle, dans une petite pièce en haut de l'escalier en colimaçon.
Il lègue le Maine-Giraud à Louise Lachaud, fille de madame Ancelot, qui tenait un salon littéraire parisien. Il passe ensuite aux Philippon, puis est acheté en 1938 par la famille Durand, qui a replanté et développé le vignoble.

## Architecture
Au centre du logis, une tour polygonale, couverte en ardoise, est datée 1464 à l'intérieur. Elle renferme un escalier à vis en pierre. Elle est accompagnée d'une tourelle en encorbellement.
Une tour carrée est située à l'ouest.

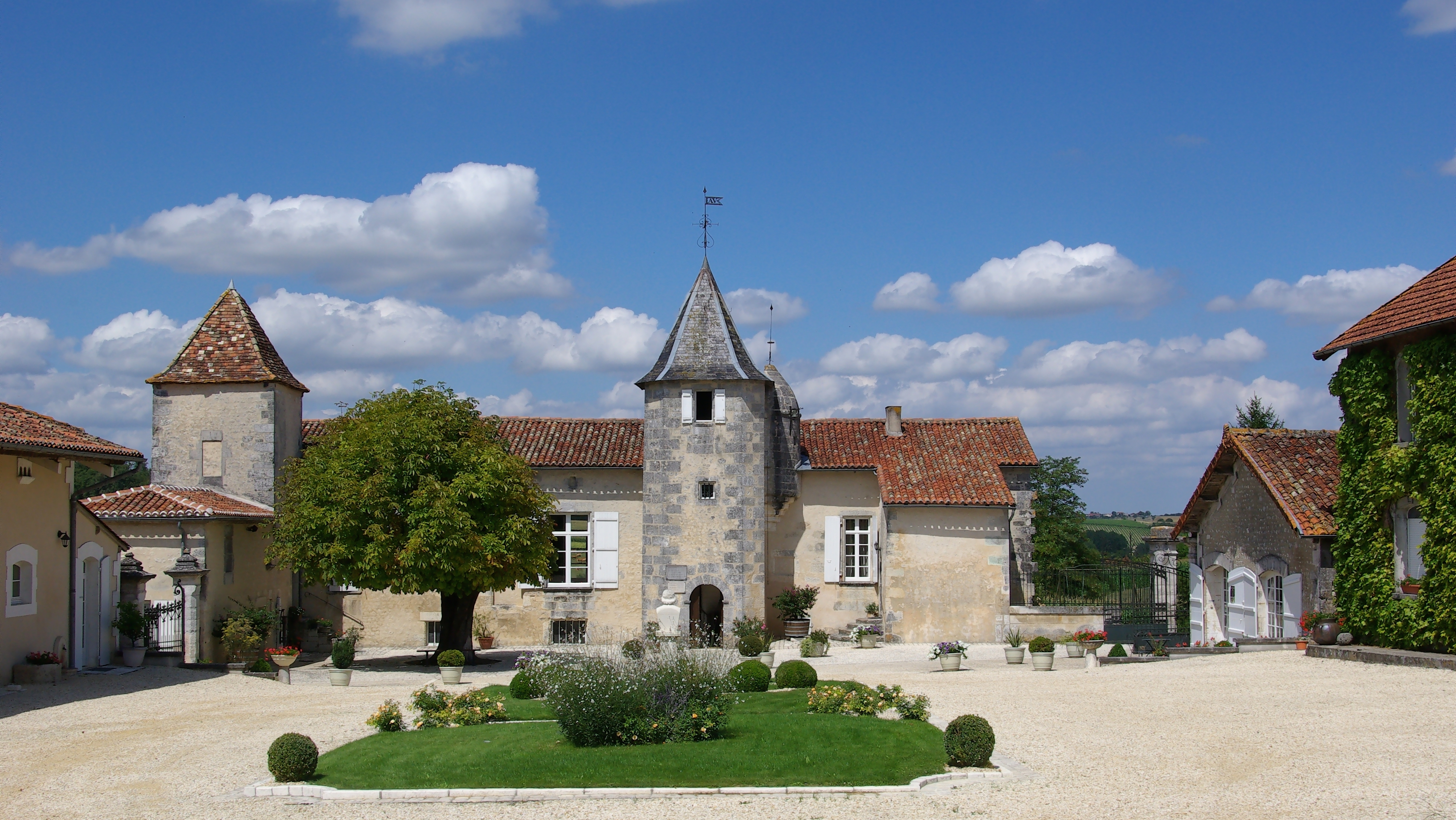
Vue générale.
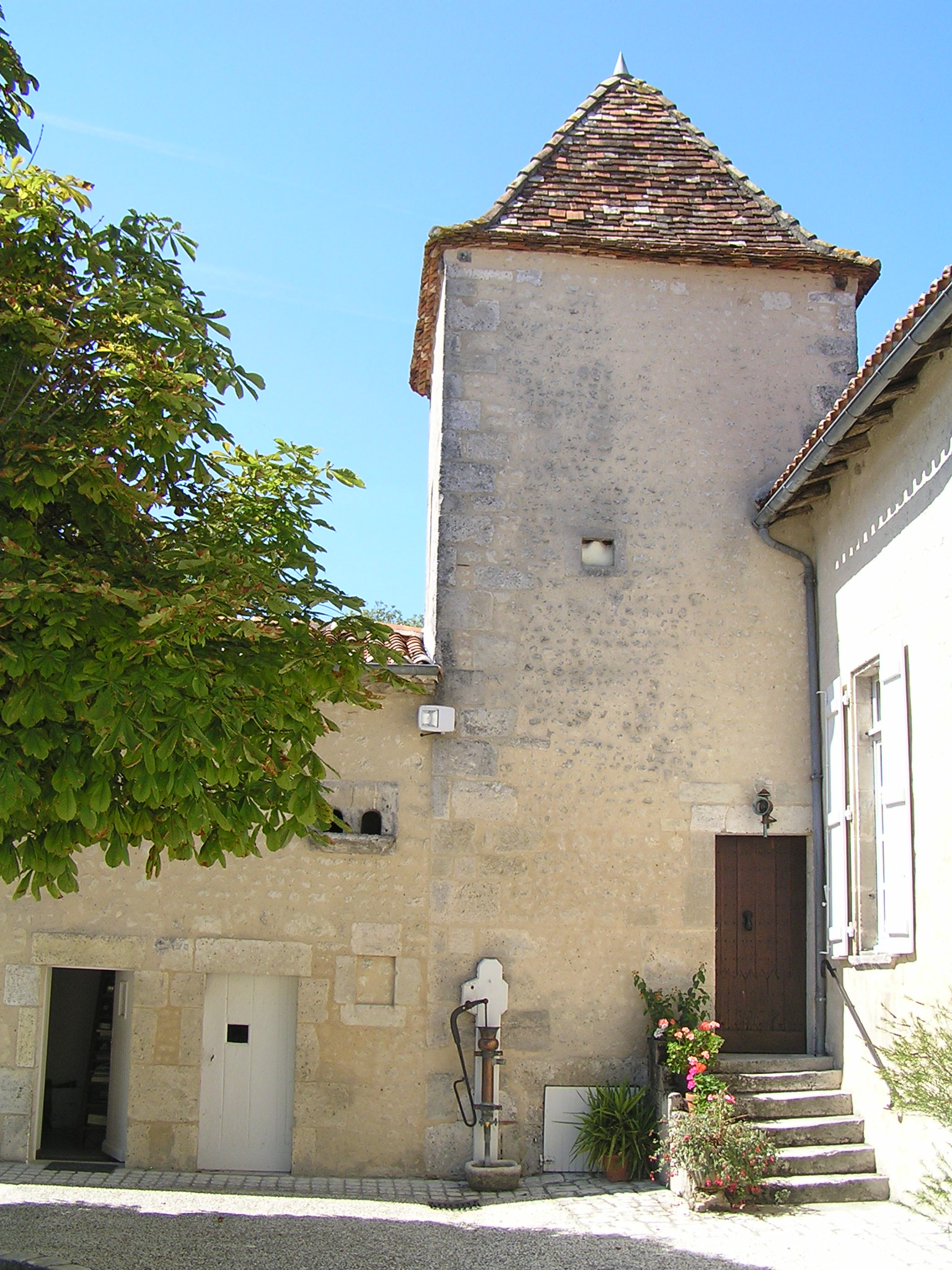
La tour carrée.
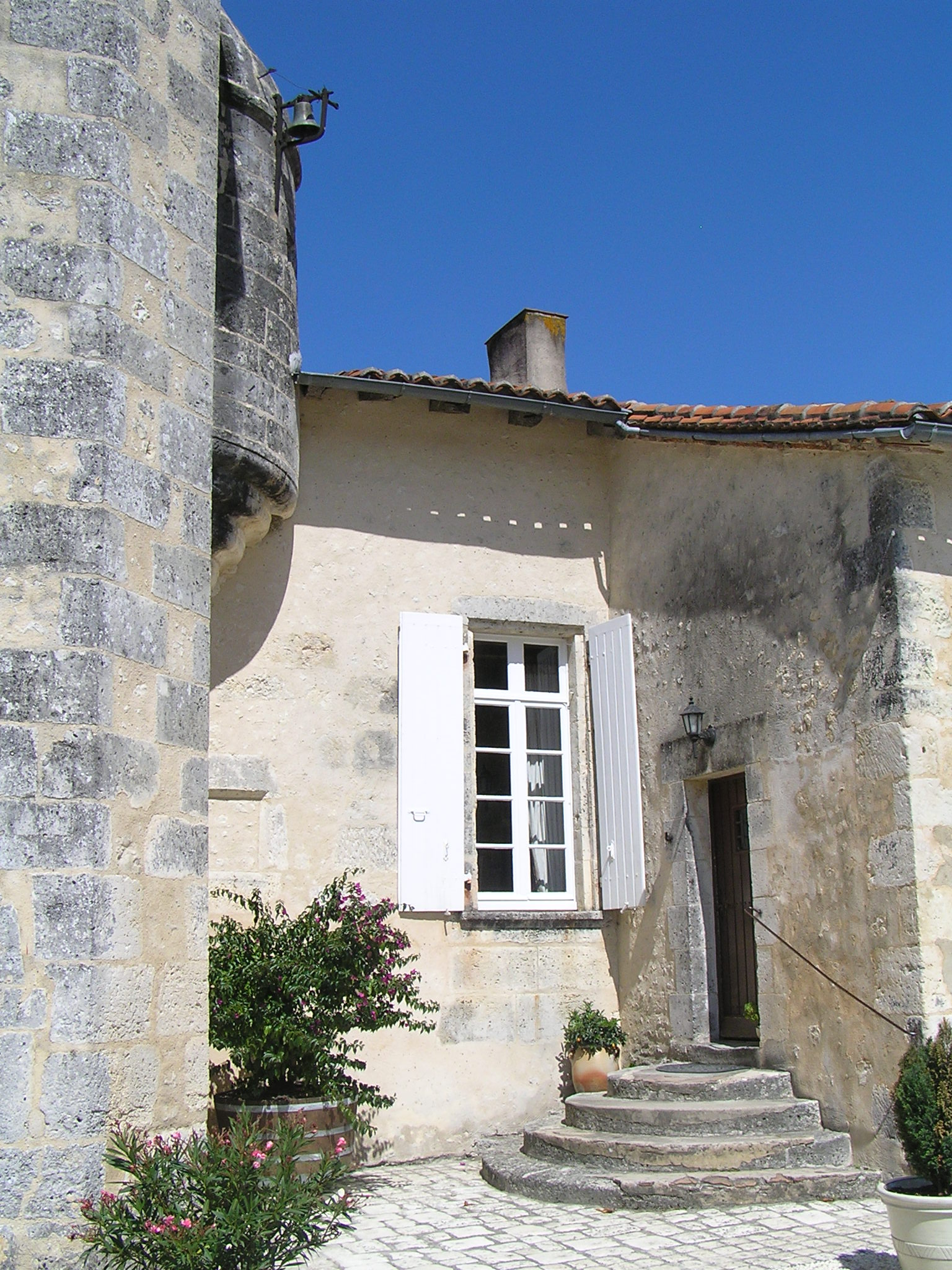
à côté de la tour polygonale.
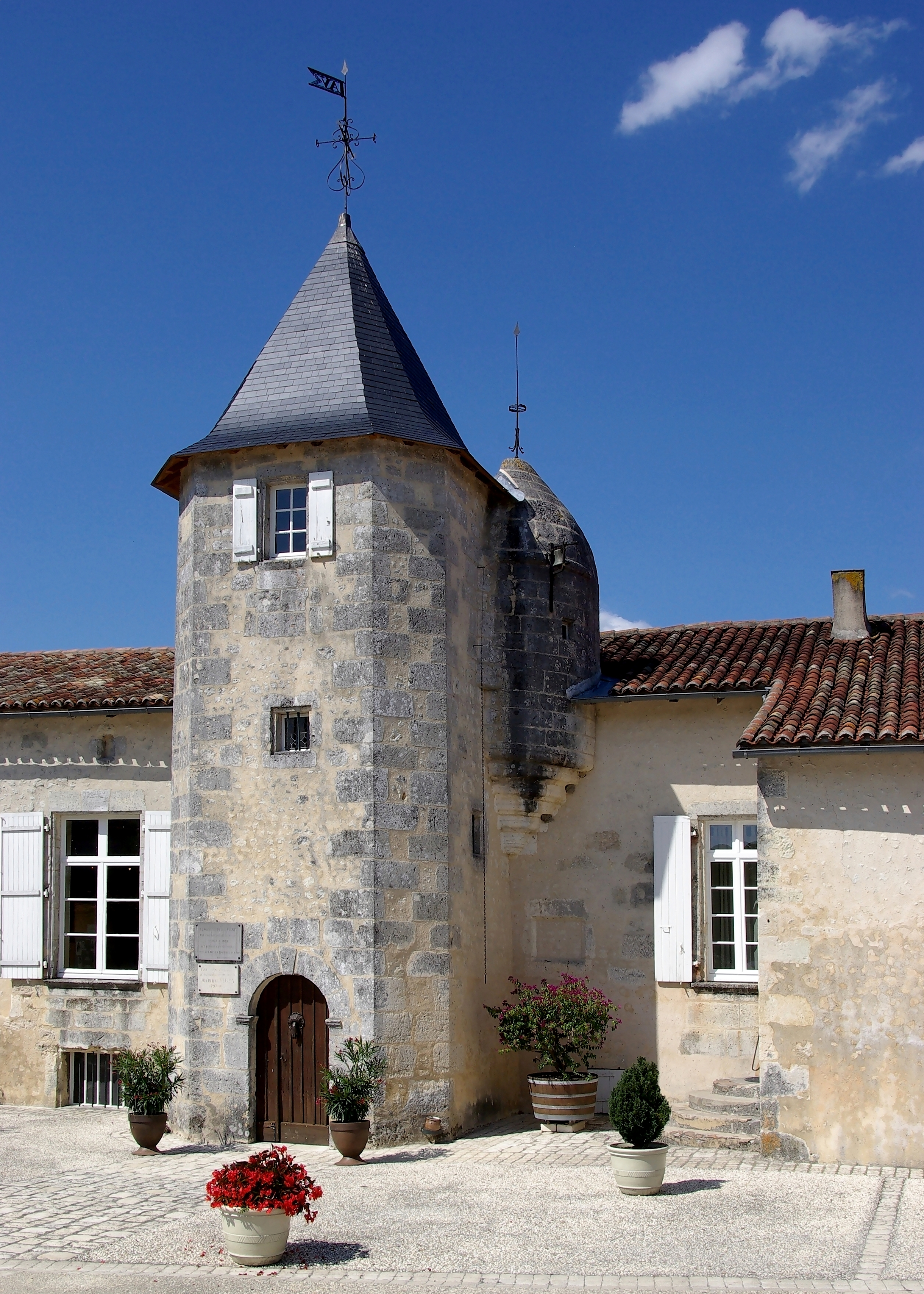
La tour du Maine-Giraud au sommet de laquelle Alfred de Vigny écrivit trois de ses poèmes du recueil Les Destinées.

Façades et toitures ont été inscrits monument historique par arrêté du 13 novembre 1967.
Le logis est entouré de bâtiments agricoles et d'un vignoble comme au temps de Vigny.

## Visites
Le logis se visite ainsi que la distillerie. La propriété produit pineau et cognac et pratique la vente directe.

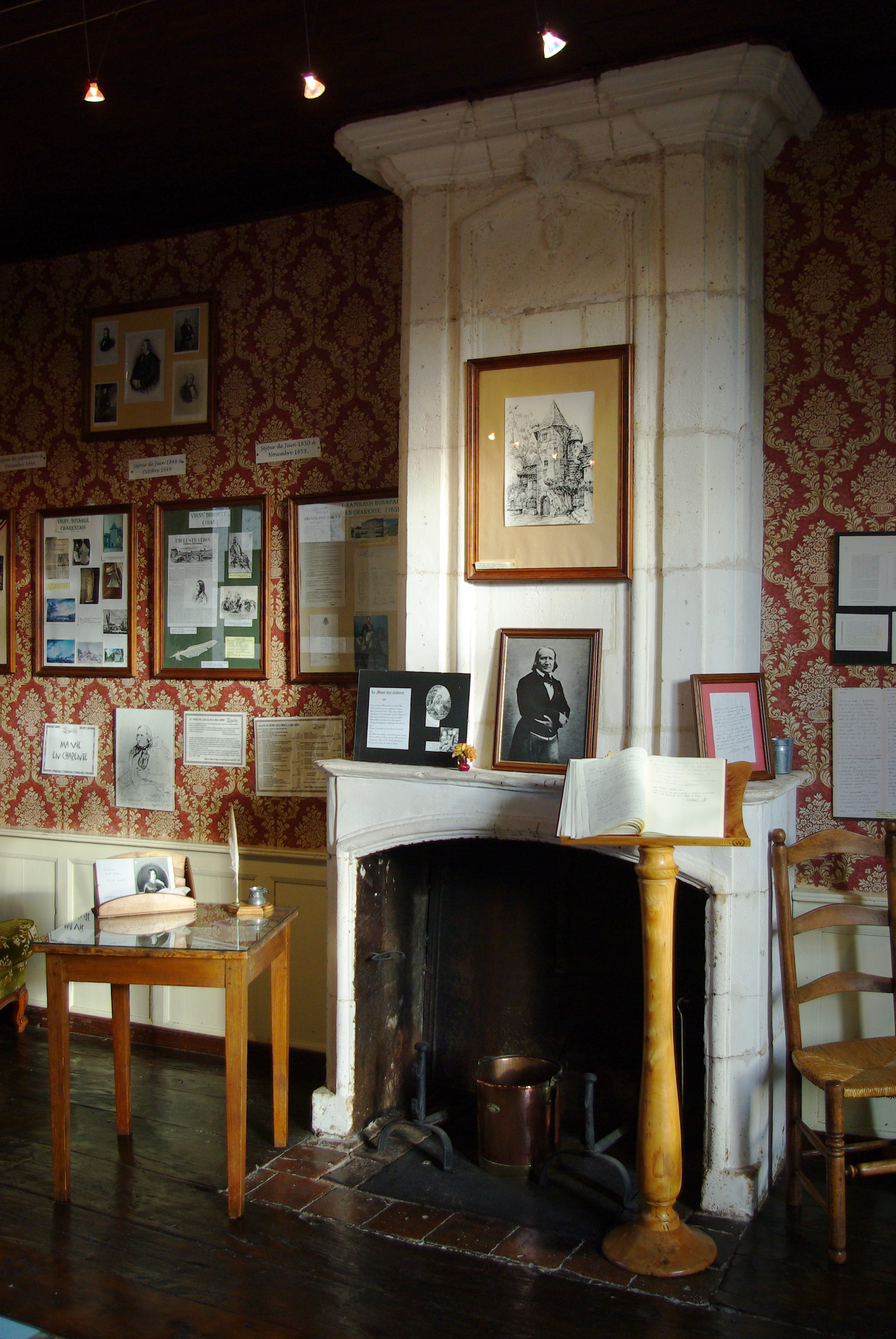
Le petit musée Vigny.
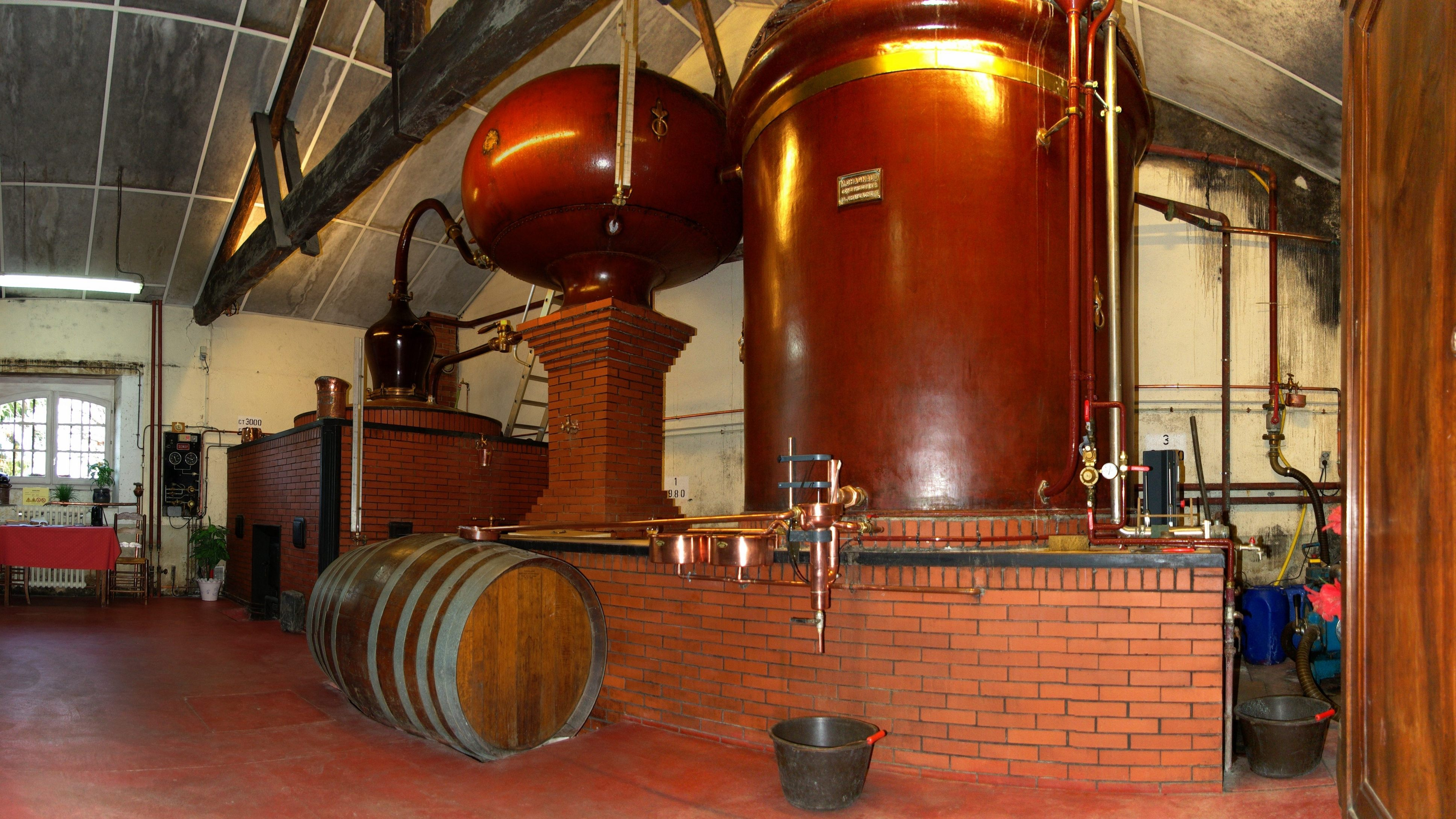
La distillerie.
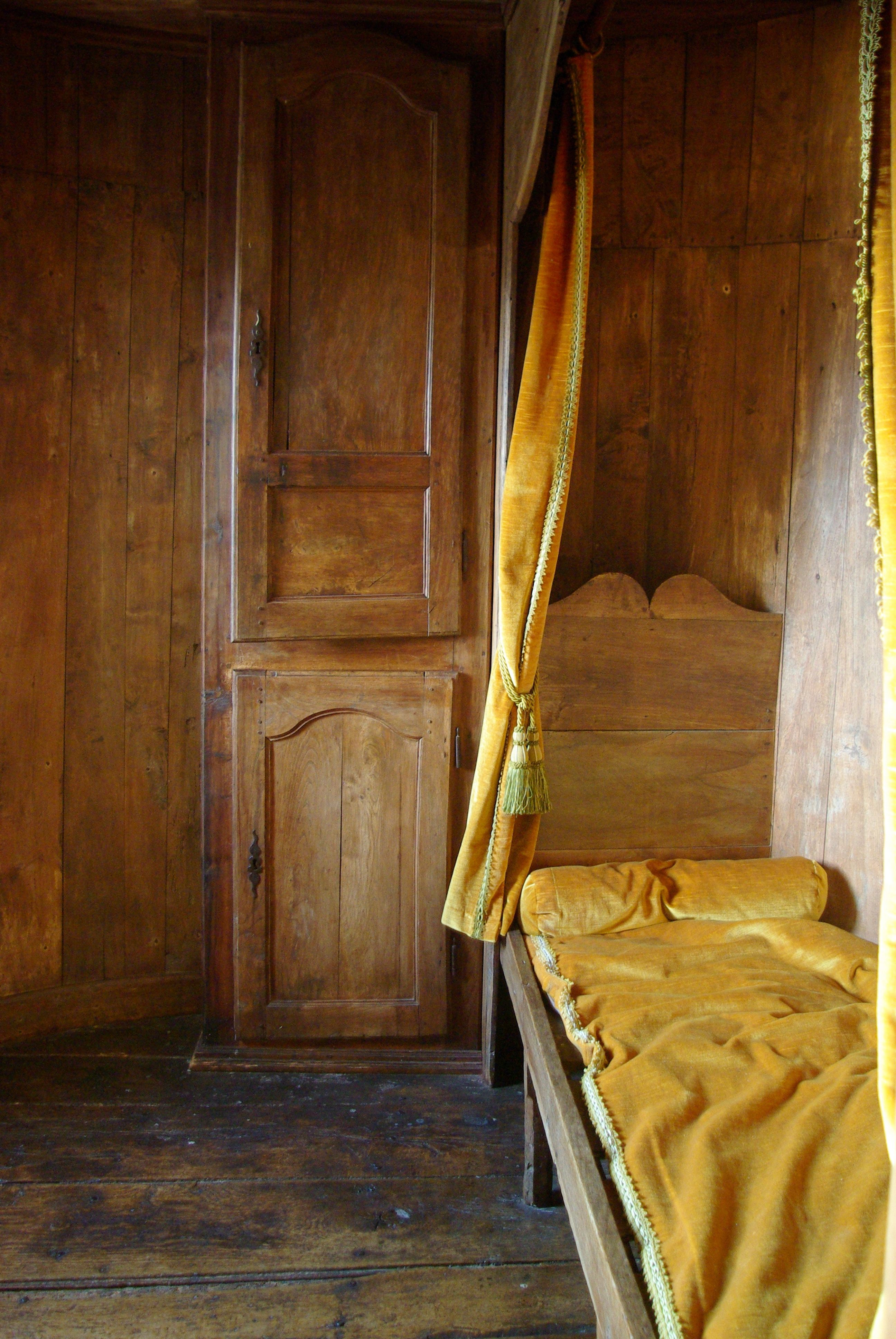
Le cabinet de travail de Vigny.